# Atak z szyfrogramem
Atak z szyfrogramem (ang. ciphertext-only attack) – jedna z metod łamania szyfrów, która zakłada, że kryptoanalityk dysponuje pewną liczbą szyfrogramów, które zostały zaszyfrowane tym samym algorytmem. Celem ataku jest odszyfrowanie jak największej liczby zdobytych szyfrogramów lub zdobycie klucza deszyfrującego.